# Rhodesiella planiscutellata
Rhodesiella planiscutellata är en tvåvingeart som först beskrevs av Lamb 1918.  Rhodesiella planiscutellata ingår i släktet Rhodesiella och familjen fritflugor. Inga underarter finns listade i Catalogue of Life.